# Легницьке Поле (гміна)
Гміна Легницьке Поле (пол. Gmina Legnickie Pole) — сільська гміна у південно-західній Польщі. Належить до Легницького повіту Нижньосілезького воєводства.
Станом на 31 грудня 2011 у гміні проживало 5172 особи.

## Площа
Згідно з даними за 2007 рік площа гміни становила 85,37 км², у тому числі:
- орні землі: 86,00%
- ліси: 2,00%

Таким чином, площа гміни становить 11,47% площі повіту.

## Населення
Станом на 31 грудня 2011:
| Опис     | Загалом | Загалом | Чоловіки | Чоловіки | Жінки | Жінки |
| -------- | ------- | ------- | -------- | -------- | ----- | ----- |
| одиниця  | осіб    | %       | осіб     | %        | осіб  | %     |
| все      | 5172    | 100     | 2366     | 45,75    | 2806  | 54,25 |
| міське   | 0       | 100     | 0        |          | 0     |       |
| сільське | 5172    | 100     | 2366     | 45,75    | 2806  | 54,25 |

## Сусідні гміни
Гміна Легницьке Поле межує з такими гмінами: Кротошиці, Куниці, Менцинка, Мсцивоюв, Руя, Вондрожі-Великі.